# Oleg Bryjak
Oleg Bryjak, né le 27 octobre 1960 à Jezqazğan et mort tué le 24 mars 2015 à Prads-Haute-Bléone en France dans le crash de l'A320 de Germanwings, est un artiste lyrique germano-kazakhstanais d'ascendance ukrainienne.

## Biographie
Oleg Bryjak fait ses classes à l'école de musique de Karaganda avant d'intégrer le conservatoire national kazakh à Almaty. Il fait des apparitions à l'opéra de Lvov, à l'opéra de Tcheliabinsk ainsi qu'au Théâtre Mariinsky, avant de suivre sa famille en Allemagne en 1991. Ce baryton-basse est membre de la troupe de l'opéra de Karlsruhe de 1991 à 1996, puis de l'opéra de Düsseldorf à compter de cette dernière année.
Il meurt le 24 mars 2015 dans le crash de l'A320 de Germanwings à Prads-Haute-Bléone, dans le massif des Trois-Évêchés, dans les Alpes-de-Haute-Provence en compagnie de sa collègue Maria Radner et de 148 autres personnes. Il venait d'interpréter au grand théâtre du Liceu le rôle d'Alberich dans Siegfried de Richard Wagner.